# لين سين
لين سين (بالإنجليزية: Lin Sen) (و. 1868 – 1943 م) هو سياسي من الصين .
وهو عضو في الكومينتانغ .